# Toby Green
Toby Green é um historiador britânico que trabalha sobre a história da África, do comércio transatlântico de africanos escravizados e sobre a história das desigualdades globais. Ele também é professor titular da cátedra de História e Cultura Africana Pré-colonial e Lusófona no King's College London . Toby Green obteve seu Doutorado em Filosofia em Estudos Africanos na Universidade de Birmingham sob a supervisão do Professor Paulo Fernando de Moraes Farias. Ele também é presidente do Comitê Fontes Historiae Africanae (Fontes da História Africana) da Academia Britânica. 
Green publicou extensivamente sobre a história moderna do continente africano, principalmente tendo com foco o tráfico de africanos escravizados pelos portugueses na África ocidental. Seu trabalho sobre a história das desigualdades africanas e globais foi traduzido em mais de dez idiomas. Green tem colaborado com acadêmicos e historiadores em vários países da África e da América Latina, entre os quais o Brasil, Angola, e Guiné Bissau. De maneira geral, os interesses de pesquisa de Green são as desigualdades sociais e econômicas, tendo como foco particular a escravidão no mundo Atlântico e os laços culturais e econômicos entre as Américas e a África. 
Green foi eleito membro da Academia Britânica em 2024. 

## História econômica da África
O livro de Toby Green, A Fistful of Shells: West Africa from the Rise of the Slave Trade to the Age of Revolution, ganhou o Prêmio Nayef Al-Rodhan de Compreensão Cultural Global de 2019.  O livro também ganhou o Prêmio Jerry Bentley de História Mundial de 2020 da Associação Histórica Americana e foi o vencedor do Prêmio Coroa de Não Ficção da Associação de Escritores Históricos de 2020 . A Fistful of Shells foi finalista do prêmio do livro do LA Times de 2019 e também foi selecionado para o Prêmio Cundill de História de 2019  e o Prêmio Wolfson de História de 2020.  O livro recebeu muitas resenhas elogiosas em jornais, revistas e periódicos acadêmicos. Um historiador enfatizou que o livro de Green “desmantela o mito racista do “atraso” da África Ocidental. Ele mostra que as desigualdades que tornaram possível a “luta pela África” europeia surgiram de uma catástrofe, cujo caminho começou no século XV.” 

## África ocidental e tráfico de africanos escravizados
Outro livro de Toby Green, The Rise of the Trans-Atlantic Slave Trade in Western Africa, 1300–1589, é um dos poucos a explorar a história da ascensão do tráfico atlântico de africanos escravizados em seus anos iniciais na África Ocidental. O livro estuda a região entre o Rio Senegal e Serra Leoa no período entre os séculos XIV e  XVI, tendo como base um conjunto muito rico de fontes escritas e orais em vários idiomas. Green argumenta que padrões sociais e culturais europeus e africanos preexistentes moldaram o desenvolvimento do comércio transatlântico de escravizados.

## Trabalho sobre pandemia global de COVID-19
Toby Green foi um dos poucos historiadores acadêmicos a desenvolver um extenso trabalho durante a pandemia de COVID-19, onde enfatizou os impactos dos confinamentos a partir de uma perspectiva da história das desigualdades sociais e econômicas. Green publicou duas edições do livro The Covid Consensus  além de vários artigos em jornais, revistas e websites. Além disso, conduziu uma série de entrevistas em formato podcast com acadêmicos africanos e latino-americanos para o projeto Collateral Global .  A principal preocupação de Green era o impacto dos confinamentos da Covid-19 nas pessoas pobres ao redor do mundo, especialmente no continente africano. O trabalho de Green foi amplamente discutido em jornais internacionais tais como o Guardian,  Al-Ahram,  El Pais,  e Le Monde .  Nos últimos meses, a contribuição de Green para estes debates se revelou ainda mais importante, na medida que um número crescente de artigos em revistas acadêmicas e nos principais meios de comunicação começou a reconhecer os impactos negativos dos confinamentos no Sul Global e entre as populações pobres, a classe trabalhadora e as crianças em idade escolar no Norte Global.  

## Visões sobre a Inquisição espanhola
Green também publicou o livro Inquisition: The Reign of Fear (traduzido em português como Inquisição: O Reinado do Medo)  sobre a Inquisição Espanhola, e seu trabalho sobre o tema é frequentemente citado. O historiador discorda da noção de uma Lenda Negra da Inquisição Espanhola e frequentemente cita fontes do século XVI sobre o abuso de poder da Inquisição na América Latina. Green estudou a Inquisição Espanhola principalmente através de fontes hispano-americanas. Ele observa que o grande poder irrestrito dado aos inquisidores significava que eles eram "amplamente vistos como acima da lei",  e às vezes tinham motivos para prender, enquanto às vezes executavam supostos infratores, além do propósito de punir a não conformidade religiosa, principalmente na América espanhola.

## Publicações

### Livros principais
- The Heretic of Cacheu: Struggles over Life in a Seventeenth-Century West African Port (Penguin, Allen Lane, and University of Chicago Press, 2025) ISBN 978-1802061598
- The Covid Consensus: The Global Assault on Democracy and the Poor. A Critique from the Left, co-authored with Thomas Fazi (Hurst, 2023) ISBN 978-1787388413
- The Covid Consensus: The New Politics of Global Inequality (Hurst, 2021) ISBN 978-1787385221
- A Fistful of Shells: West Africa from the Rise of the Slave Trade to the Age of Revolution (Penguin, Allen Lane, University of Chicago Press, 2019) ISBN 9780226644578
- The Rise of the Transatlantic Slave Trade in Western Africa (Cambridge University Press, 2012)ISBN 978-1107634718
- The Inquisition: The Reign of Fear (‎Macmillan, 2007) ISBN 978-0330443357
- Thomas More's Magician: A Novel Account of Utopia in Mexico (Weidenfeld & Nicolson, 2004) ISBN 0753819783
- Meeting the Invisible Man: Secrets and Magic in West Africa (Weidenfeld & Nicolson, 2001) ISBN 978-0297646150
- Saddled with Darwin: A Journey through South America on Horseback (Weidenfeld & Nicolson, 1999) ISBN 0571248284

### Organização e co-organização de coletâneas
- African Voices from the Inquisition, Vol. 1: The Trial of Crispina Peres of Cacheu, Guinea-Bissau (1646-1668), organizado por Toby Green, Philip Havik e Filipa Ribeiro da Silva. Oxford University Press, 2021. ISBN 978-0197266762
- Landscapes, Sources, and Intellectual Projects of the West African Past, organizado por Toby Green e Benedetta Rossi. Brill, 2018. ISBN 978-90-04-34883-7
- Guinea-Bissau: Micro-State to Narco State, organizado por Toby Green e Patrick Chabal. London: Hurst, 2016. ISBN 978-1849045216
- Brokers of Change: Atlantic Commerce and Cultures in Precolonial Western Africa (Oxford: Oxford University Press, 2012). ISBN 978-0197265208

### Artigos em revistas científicas
- "Das 'Mercadorias-Moedas' aos Empréstimos para o Covid: Africa e Desigualdade Global, Passado e Presente." Revista da Historia 182, no. 1, (2023): 1-22.
- "Africa and Capitalism: Repairing a History of Omission." Capitalism 3, 2 (2022): 301-332.
- "Covid-19: Medicine and Colonialism, Past and Present." Journal of Extreme Anthropology 6, no. 2 (2022): E33-E46.
- "From ‘commodity currencies’ to Covid loans: Africa and global inequality, past and present." Journal of the British Academy (2022): 39-54.
- "The Historical Lecture: Past, Present and Future." Transactions of the Royal Historical Society 1 (2022): 45-67.
- "Baculamento or Encomienda?: Legal Pluralisms and the Contestation of Power in Pan-Atlantic World of the Sixteenth and Seventeenth Centuries," Journal of Global Slavery 2, no. 3 (2017): 310-336.
- “Africa and the Price Revolution: Currency Imports and Socioeconomic Change in West And West-Central Africa During the 17th Century,” Journal of African History 57, no. 1 (2016), 1-24.
- “Beyond an Imperial Atlantic: Trajectories of Africans From Upper Guinea and West-Central Africa in the Early Atlantic World", Past and Present 230 (2016), 91-122.
- "Memories of Violence: Slavery, The Slave Trade, and Forced Labour in Greater Senegambia in the Past and the Present." Mande Studies 16-17 (2015): 169-186.
- "Silent Trade." History in Africa: An Annual Journal of Method 40, no. s1 (2013):. s3-s6.
- “Building Slavery in the Atlantic World: Atlantic Connections and the Changing Institution of Slavery in Cabo Verde, 15th-16th Centuries”, Slavery and Abolition 32/2, 2011, 227-45:

## Outras leituras
- A Fistful of Shells by Toby Green review – the west African slave trade - The Guardian
- What heart of darkness? Busting myths about West African history - The Telegraph
- Entrevista com Toby Green no QG Media - QG Media
- Entrevista com Toby Green na La Presse du Soir - La Presse du Soir
- Entrevista com Toby Green - Times Higher Education
- Three Years on there is a New Generation of Lockdown Sceptics - The Guardian
- We Must Change the Way we Understand our History - Big Issue North